# Codonofusiella
Codonofusiella es un género de foraminífero bentónico de la subfamilia Boultoniinae, de la familia Schubertellidae, de la superfamilia Fusulinoidea, del suborden Fusulinina y del orden Fusulinida. Su especie tipo es Codonofusiella paradoxica. Su rango cronoestratigráfico abarca el Lopingiense (Pérmico superior).

## Discusión
Clasificaciones más recientes incluyen Codonofusiella en la superfamilia Schubertelloidea, y en la subclase Fusulinana de la clase Fusulinata.

## Clasificación
Se han descrito numerosas especies de Codonofusiella. Entre las especies más interesantes o más conocidas destacan:
- Codonofusiella nana †
- Codonofusiella paradoxica †
- Codonofusiella schubertelloides †

Un listado completo de las especies descritas en el género Codonofusiella puede verse en el siguiente anexo.
En Codonofusiella se ha considerado el siguiente subgénero:
- Codonofusiella (Lantschichites), aceptado como género Lantschichites